# Gute Nacht, Freunde
Gute Nacht, Freunde est une chanson écrite et composée par Reinhard Mey sous le pseudonyme d'Alfons Yondraschek. Elle est écrite pour le duo Inga & Wolf et présentée lors de la sélection de l'Allemagne au Concours Eurovision de la chanson 1972, où elle finit à la quatrième place.

## Musique
La chanson est en la majeur, avec l'accord parallèle sous-dominant immédiatement après l'anacrouse. En plus des deux autres accords majeurs, le parallèle dominant est également utilisé, mais pas l'accord mineur parallèle.
L'ambitus est d'une octave à partir de la note fondamentale. La mélodie comporte de nombreuses répétitions de tons. Les deux premiers refrains ne se terminent pas sur la note fondamentale, mais sur la tierce. Ce n’est qu'à la fin qu'une véritable conclusion est atteinte.
Le couplet et le refrain commencent par des figures en forme de triolets. D'autres triolets suivent dans le vers. Ces motifs sont rythmés très librement par Mey.

## Histoire
L'émission de radio néerlandaise Met het Oog op Morgen (En regardant vers demain) commence et se termine chaque soir depuis la première émission en janvier 1976 avec la chanson. En 2010, elle est le sujet d'un poisson d'avril lorsqu'on affirme (à tort) que l'émission de radio remplacerait Gute Nacht, Freunde par une autre chanson.
Lors du festival Songs an einem Sommerabend, Reinhard Mey joue Gute Nacht, Freunde de 1990 à 1996, comme dernière chanson de l'événement ; il est également le présentateur. Dans les années suivantes, la chanson marque la fin de l'événement, avec tous les artistes montant à nouveau sur scène et la chantant ensemble.
Dans le film Français pour débutant, la version française Bonsoir mes amis fait partie de la bande originale.

## Interprétations
La chanson est sortie sur les enregistrements suivants, notamment :

### Reinhard Mey
- Mein achtel Lorbeerblatt (1972)
- Bonsoir mes amis (EP, 1972, version française[6])
- Frédérik Mey, Vol. 2 (1972, version française[6])
- Alles was ich habe (compilation, 1973)
- Gute Nacht, Freunde (1974, single)
- 20 Uhr (live, 1974)
- Goede nacht vrienden (1975, Single, version néerlandaise)
- Als de dag van toen (1975, version néerlandaise)
- Récital à l’Olympia (live, 1976, version française)
- Starportrait (compilation, 1977)
- Lampenfieber (live, 1999)
- Mey, Wader, Wecker – das Konzert (avec Hannes Wader et Konstantin Wecker, live, 2003)
- Über den Wolken (compilation, 2003)
- !Ich kann (live, 2006)
- Mr. Lee Live (2018)
- In Wien – The Song Maker (live, 2022)

### Autres interprètes
- Gute Nacht, Freunde / Das Stundenglas (Inga & Wolf, 1972, single)
- Lieder aus dem Alltag (Inga & Wolf, 1972)
- Hol die Welt in dein Haus (Karel Gott, 1972)
- Luister nog even (Klipstein & Hammelburg, 1972, single, propre texte néerlandais)
- More Golden Hammond Pops (Klaus Wunderlich, 1975, instrumental)
- Songs International (Peter, Sue & Marc, 1976)
- Wer Liebe sucht (Dieter Thomas Kuhn, 1998)
- Leidenschaft, Lust und Liebe (Dieter Thomas Kuhn, 1999)
- Hommage an Reinhard Mey (Stefan Stoppok, 2002)
- Superheld (Maybebop, 2007, version légèrement modifiée du texte interprétée a cappella)
- Berlin (Ellen ten Damme & The Magpie Orchestra, 2014)
- Good Night, Companions (Gregorian, 2015)
- Hertaalt! (The KiK, 2017, eigene Adaption des deutschen Texts)
- Perlentaucherin (Claudia Koreck, 2021)
- Buonanotte amici (Crucchi Gang et Francesco Wilking, 2023)